# Cieśnina Niewielskiego
Cieśnina Niewielskiego (ros. Пролив Невельского, Proliw Niewielskogo) – cieśnina na Oceanie Spokojnym, oddzielająca wyspę Sachalin od Azji. Jej długość wynosi około 56 km, szerokość od 8 do 22 km, a średnia głębokość około 7 m. Od stycznia do marca jest pokryta lodem. Została odkryta w 1849 roku przez rosyjskiego admirała Giennadija Niewielskiego. Jest najwęższą częścią Cieśniny Tatarskiej.